# Frederick Lau
Frederick Lau (Berlim, Alemanha, 17 de agosto de 1989) é um ator alemão. Ele cresceu e ainda vive em Steglitz, Berlim. Foi premiado com o Deutscher Filmpreis (premiação do cinema alemão) pela interpretação do estudante "Tim" no filme Die Welle (2008). Desde a década de 2000, ele fez mais de 50 papeis para o cinema e a televisão.